# Zucchero (film)
Zucchero (Le sucre) è un film del 1978 diretto da Jacques Rouffio.